# Owanta
Owanta (lit. Alunta, także Alanta) – miasteczko położone na Litwie, okręg uciański, rejon malacki, 464 mieszkańców (2001).

## Pochodzenie nazwy
Litewska nazwa miejscowości wywodzi się od rzeki Alunta (dawniej: Owanta), która wpada do Wirynty, dopływu rzeki Święta, w okolicach miasteczka. Starolitewskie słowo alėti oznacza płynąć.

## Mieszkańcy
Obecnie w miejscowości mieszka ok. 450 osób (starostwo Owanty liczy z kolei 2600 mieszkańców).

## Zabytki
Głównymi atrakcjami turystycznymi miejscowości są: kościół św. Jakuba z 1909 roku i założenie pałacowe.

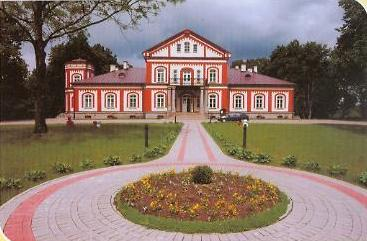
Założenie pałacowe

### Pałac w Owancie
Dwór w Owancie wzniósł Tomasz Miedzichowski h. Jasieńczyk, syn Antoniego Ignacego Miedzichowskiego, krajczego województwa wileńskiego i Marianny z Ostrowskich h. Korczak, wraz ze swym szwagrem, Tymoteuszem Nowickim h. własnego, z początkiem XIX wieku. W domu tym urodził się Napoleon Nowicki, filareta, zesłany w 1839 roku na Syberię w związku ze sprawą Konarskiego. Napoleon Nowicki ożeniony był z Felicją Micewiczówną, wdową po Willamowiczu. Była to romantyczna wielka miłość, której Adam Mickiewicz poświęcił miejsce w „Pieśni filaretów”. W Owancie odbywały się koncerty na potrzeby utrzymania placówek oświatowych, prowadzonych w Wilnie przez Teklę Iwicką, kuzynkę Napoleona Nowickiego. W Owancie urodziła się 24 lutego 1827 roku Julia Iwicka, siostra Ignacego Iwickiego i Tekli Iwickiej, żona wybitnego geologa, absolwenta Uniwersytetu Moskiewskiego, odkrywcy złóż złota w górach Ałtaju, Mikołaja Bakszewicza (1824–1891). Dom ten był ostoją polskości na terenach poddawanych brutalnej rusyfikacji.
Pałac w Owancie przeszedł niedawno wraz z otaczającym go parkiem renowację. W gmachu znajduje się muzeum etnograficzne i biblioteka. Założycielka biblioteki Elvyra Satkūnaitė otrzymała w 1996 „roku tytuł najlepszego księgarza Litwy”.